# Edwin Hoernle
Edwin Hoernle (* 11. Dezember 1883 in Cannstatt; † 21. Juli 1952 in Bad Liebenstein) war ein deutscher Politiker, Redakteur, marxistischer Theoretiker und Autor (Pseudonym Georgi). Er gehörte zu den Gründungsmitgliedern von KPD und NKFD.

## Leben
Der Pfarrerssohn Hoernle verbrachte Teile seiner Kindheit im indischen Mirat, wo sein Vater als Missionar arbeitete. Mit zehn Jahren begann Hoernle Gedichte zu schreiben und sich von seinem Elternhaus ideologisch zu lösen. Nach dem Besuch humanistischer Gymnasien in Ludwigsburg und Stuttgart legte er 1902 das Abitur ab; anschließend leistete er 1903 seinen Militärdienst. Von 1904 bis 1909 studierte er Theologie an den Universitäten in Göttingen, Berlin und Tübingen. In Berlin kam er mit der SPD in Kontakt und lernte seine spätere Frau Helene Heß kennen, mit der er – trotz Anfeindungen – zunächst ohne Trauschein zusammenlebte. 1909 legte er die theologische Dienstprüfung ab und arbeitete drei Monate als Vikar, um danach die Kirche zu verlassen und 1910 der SPD beizutreten. In den Folgejahren arbeitete er als Privatlehrer und verfasste Artikel für sozialdemokratische Blätter wie die Neue Zeit.
Innerhalb der SPD gehörte Hoernle bald zum linken Flügel, mit Rosa Luxemburg, Franz Mehring und Friedrich Westmeyer war er freundschaftlich verbunden. Bis zum Ersten Weltkrieg war er Redakteur verschiedener sozialdemokratischer Publikationen, unter anderem der von Clara Zetkin herausgegebenen Zeitschrift Die Gleichheit. Ab 1912 war er Feuilletonredakteur bei der sozialdemokratischen Schwäbischen Tagwacht in Stuttgart. Als diese 1914 nach dem Beginn des Ersten Weltkrieges eine den Krieg und die Burgfriedenspolitik der SPD kritisierende Haltung einnahm, wurden Hoernle und seine Mitredakteure Jacob Walcher und Arthur Crispien von der regionalen Parteiführung gemaßregelt. Aufgrund seiner Antikriegsaktivitäten wurde er, der sich der Spartakusgruppe angeschlossen hatte, mehrfach inhaftiert und an die Front geschickt. Nachdem er während der Novemberrevolution Mitglied des Stuttgarter Arbeiter- und Soldatenrates geworden war, gehörte Hoernle zu den Gründungsmitgliedern der KPD, deren Parteiorganisation in Württemberg er von 1919 bis 1920 leitete.
In der KPD galt Hoernle als Experte für Bildungs- wie auch für Landwirtschaftspolitik, nebenher veröffentlichte er mehrere Gedichtbände. Von 1921 bis 1924 gehörte er der zentralen Leitung der KPD an, auf dem IV. Weltkongress der Komintern 1922 wurde er in deren Exekutivkomitee (EKKI) als, neben Clara Zetkin, zweites deutsches Mitglied gewählt. Nach dem gescheiterten Hamburger Aufstand 1923 wurde Hoernle, der zunächst zum „rechten Parteiflügel“ um Heinrich Brandler und August Thalheimer, dann zur „Mittelgruppe“ um Ernst Meyer gezählt wurde, 1924 aus der Parteiführung entfernt. Auch wurde von der neuen „linken“ Führung um Ruth Fischer im Mai 1924 eine Reichstagskandidatur zunächst verhindert. Im Dezember 1924 wurde er dennoch in den Reichstag gewählt, welchem er bis 1933 angehörte.
Ab 1925 war Hoernle, zusammen mit Heinrich Rau, wieder in der Leitung der zentralen Landabteilung der KPD tätig. Ein Mitarbeiter war Ernst Putz. 1927 bis 1928 wurde er zeitweise nach Stuttgart versetzt, wo er die Süddeutsche Arbeiterzeitung leitete; ein Grund für diese Versetzung war u. a. auch Hoernles Protest gegen die Ausschlüsse (der von ihm politisch bekämpften) wichtigsten Sprecher des „linken“ Parteiflügels durch die Parteiführung um Ernst Thälmann. Ab 1929 ging Hoernles Einfluss in der Phase der von ihm abgelehnten ultralinken Politik (Sozialfaschismus- und RGO-Politik) der Thälmann-Führung weiter zurück. Er wirkte in dieser Zeit als Lehrer an der Reichsparteischule der KPD „Rosa Luxemburg“.
Nach der Machtübernahme der NSDAP floh Hoernle im April 1933 in die Schweiz und emigrierte Ende des Jahres nach Moskau, wo er für verschiedene wirtschafts- und agrarwissenschaftliche Einrichtungen arbeitete und ab 1943 für das Nationalkomitee Freies Deutschland aktiv war. Im Mai 1945 kehrte er in die sowjetische Besatzungszone nach Deutschland zurück, war Vizepräsident der Verwaltung des Landes Brandenburg und ab September 1945 als Präsident der Deutschen Zentralverwaltung für Land- und Forstwirtschaft für die Durchführung der Bodenreform verantwortlich. 1949 legte er diesen Posten nieder und amtierte bis zu seinem Tod als Dekan des Fachbereichs Agrarpolitik an der Verwaltungsakademie in Forst Zinna. Außerdem berief ihn die Deutsche Akademie für Landwirtschaftswissenschaften zum Mitglied. Hoernle war darüber hinaus Mitbegründer der erstmals 1945 publizierten Zeitschrift Der freie Bauer.

## Ehrungen

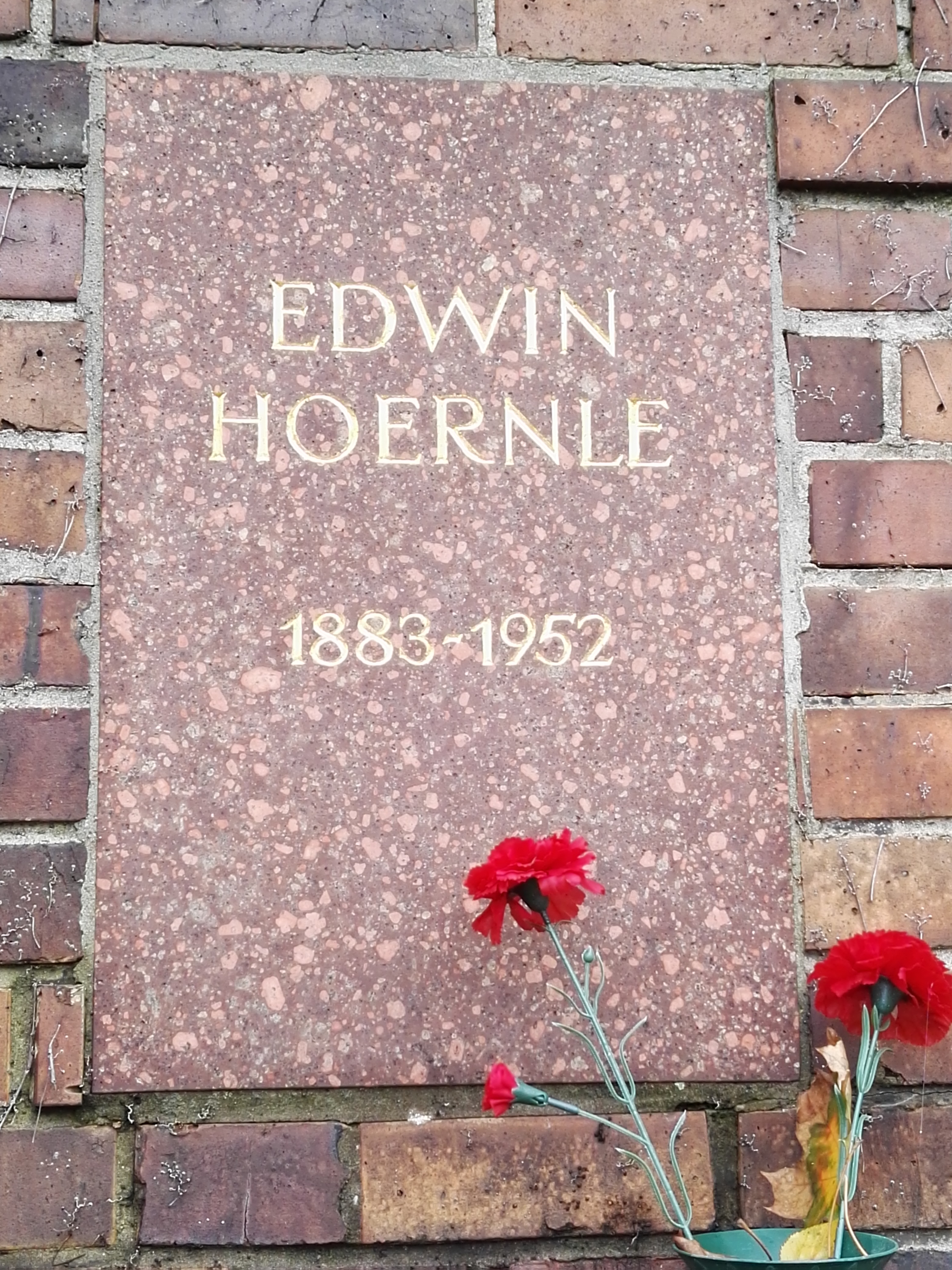
Grabstätte von Edwin Hoernle

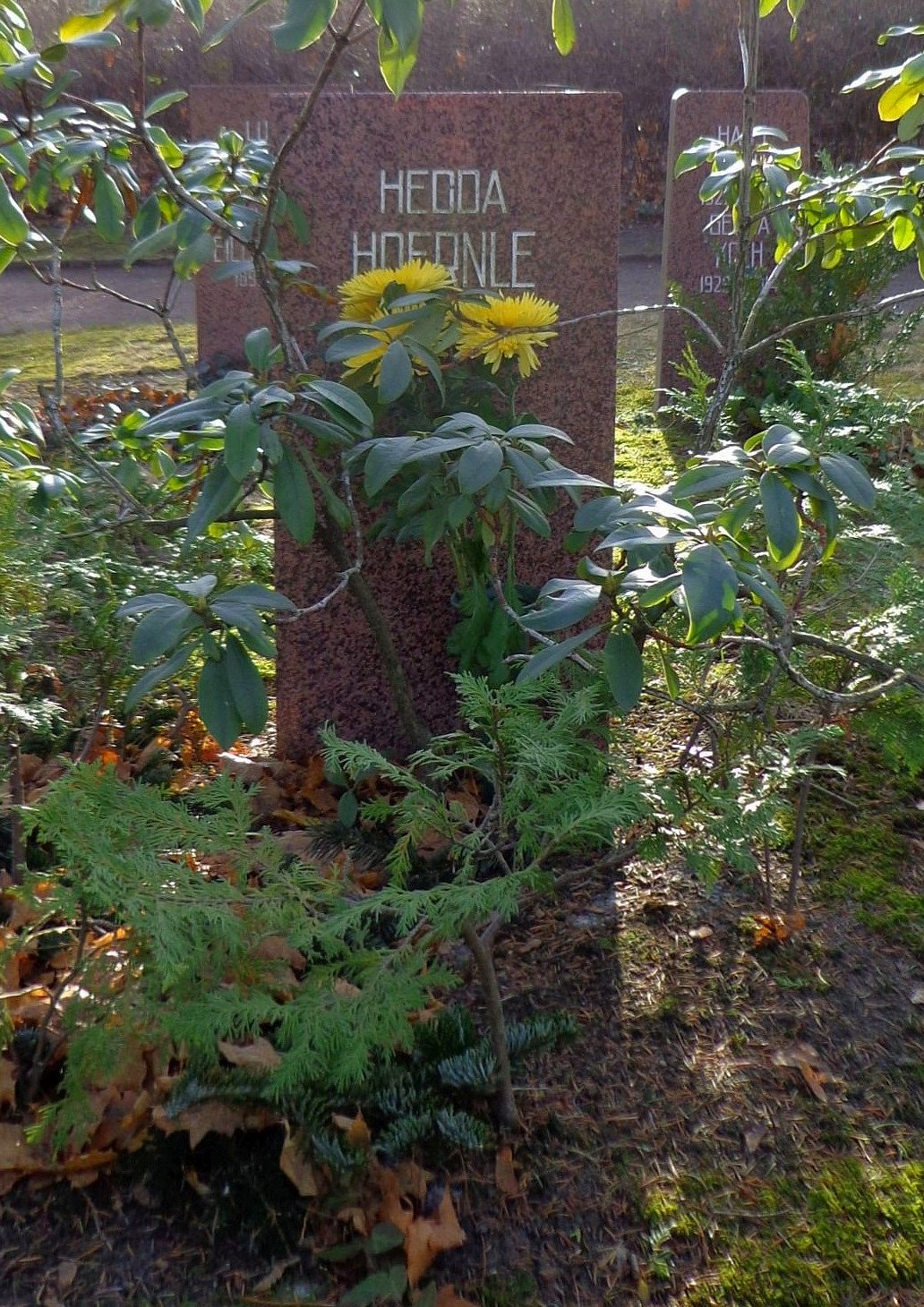
Grabstätte von Hedda Hoernle

Seine Urne wurde in der Gedenkstätte der Sozialisten auf dem Zentralfriedhof Friedrichsfelde in Berlin-Lichtenberg beigesetzt, die seiner zweiten Frau Hedda, geborene Ickert (1902–1989), mit der er seit Anfang der 1930er Jahre verheiratet war, in der benachbarten Gräberanlage Pergolenweg.
In Berlin-Köpenick wurde 1961 die Hoernlestraße nach ihm benannt.
Die Deutsche Post der DDR gab 1974 zu seinen Ehren eine Sondermarke in der Serie Persönlichkeiten der deutschen Arbeiterbewegung heraus.

## Publikationen
- Hinter den Kulissen einer königlichen Hofbühne. Ein Beitrag zur sozialen und wirtschaftlichen Lage der deutschen Bühnenkünstler. Schimmel, Stuttgart 1914.
- Aus Krieg und Kerker. Spartakus Verlag, Stuttgart-Degerloch 1918.
- Sozialistische Jugenderziehung und sozialistische Jugendbewegung. Verlag „Junge Garde“, Berlin 1919.
- Die kommunistische Schule. Schulprogramm der Freien Sozialistischen Jugend Deutschlands (Entwurf). Verlag „Junge Garde“, Berlin 1919.
- Die Oculi-Fabeln. Oskar Wöhrle, Stuttgart 1920; dnb.de/bookviewer
  - Oculi. Eine Auswahl. Hrsg., Nachwort von Hansgeorg Meyer. Kinderbuchverlag, Berlin 1980.
- Der Jud’ ist Schuld [!]. Ein ernstes Wort an alle Kleinbauern, Häusler und Landarbeiter!. Berlin / Leipzig 1921 (Polemik gegen den Antisemitismus).
- Die Arbeiterklasse und ihre Kinder. Ein ernstes Wort an die Arbeitereltern. Internationaler Jugendverlag, Berlin 1921.
- Arbeiter, Bauer und Spartakus. Ein Bühnenspiel in einem Aufzug. Verlag „Junge Garde“, Berlin 1921.
- Die Arbeit in den Kommunistischen Kindergruppen. Verlag der Arbeiterbuchhandlung, Wien 1923.
- Rote Lieder. Gedichte. Verlag der Jugendinternationale, Wien 1924.
  - Rote Lieder. Gedichte. Dietz Verlag, Berlin 1963.
  - Das Herz muß schlagen. Mit einem Vorwort von Alexander Abusch. Aufbau-Verlag, Berlin und Weimar 1968.
- Die Industrialisierung der deutschen Landwirtschaft, eine neue Phase kapitalistischer Monopolherrschaft. Internationaler Arbeiter-Verlag, Berlin 1928.
- Grundfragen der proletarischen Erziehung. Verlag der Jugendinternationale, Berlin 1929.
  - Grundfragen der proletarischen Erziehung. Hrsg. von Lutz von Werder und Reinhart Wolff. März Verlag, Frankfurt am Main 1969.(=März Archi 5)
  - Grundfragen der proletarischen Erziehung. Hrsg. von Lutz von Werder und Reinhart Wolff. Fischer-Taschenbuch-Verlag, Frankfurt 1973. ISBN 3-436-01878-3.
- Bauern unterm Joch. Erzählung. Verlagsgenossenschaft Ausländischer Arbeiter in der UdSSR, Moskau 1936.
- Deutsche Bauern unterm Hakenkreuz. Editions Promethee, Paris 1939.
  - Deutsche Bauern unterm Hakenkreuz. Herausgegeben von Lothar Berthold und Dieter Lange. Akademie Verlag, Berlin 1983. (=Antifaschistische Literatur in der Bewährung. Band 6)
- Demokratische Bodenreform. (Koautor Wilhelm Pieck) Verlag Neuer Weg, Berlin 1945.
- Die Bodenreform. Ein Weg zu Demokratie und Frieden. Deutscher Bauernverlag, Berlin 1946.
- Die demokratische Bodenreform in der Bewährungsprobe. Dietz Verlag, Berlin 1947. Digitalisat
- Grundfragen der proletarischen Erziehung. Pädagogische und bildungspolitische Schriften. Ausgewählt und eingeleitet von Wolfgang Mehnert. Volk und Wissen, Berlin 1958.
- Ein Leben für die Bauernbefreiung. Das Wirken Edwin Hoernles als Agrarpolitiker und eine Auswahl seiner agrarpolitischen Schriften. Dietz Verlag, Berlin 1965.
- Der kleine König und die Sonne. Kinderbuchverlag, Berlin 1976.